# Пам'ятки історії Краснопільського району
У Краснопільському районі Сумської області на обліку перебуває 57 пам'яток історії.
| №  | Назва | Охоронний номер | Місце                                                                                 |
| -- | --- | --------------- | ------------------------------------------------------------------------------------- |
| 1  | Братська могила учасників громадянської війни, радянських воїнів, серед яких похований Калінін О. М. — Герой Радянського Союзу, та пам'ятник воїнам-землякам | 430             | с-ще Краснопілля, центр селищної ради, центр                                          |
| 2  | Братська могила радянських воїнів | 431             | с-ще Краснопілля, центр селищної ради, вул. Комсомольська                             |
| 3  | Місце подвигу Калініна О. М. — Героя Радянського Союзу | 1887            | с-ще Краснопілля, центр селищної ради, 0,4 км від водоймища, на західній околиці села |
| 4  | Могила Денисенка С. В., який загинув у Афганістані |                 | с-ще Краснопілля, центр селищної ради, центральне кладовище                           |
| 5  | Могила Савоненка М. О., який загинув у Афганістані |                 | с-ще Краснопілля, центр селищної ради, центральне кладовище                           |
| 6  | Вокзал залізничної станції |                 | с-ще Краснопілля, центр селищної ради, пров. Привокзальний, 4                         |
| 7  | Паровий млин Гончара О. Ф. |                 | с-ще Краснопілля, центр селищної ради, вул. Вокзальна, 38                             |
| 8  | Могила Кузнецова С. — радянського воїна |                 | с. Барилівка, Сіннівська сільрада, узлісся                                            |
| 9  | Група братських могил (2) радянських воїнів, жертв фашизму та пам'ятник воїнам-землякам                                                                      | 423             | с. Бранцівка, центр сільради, центр села                                              |
| 10 | Братська могила учасників громадянської війни | 1487            | с. Великий Бобрик, центр сільради, кладовище                                          |
| 11 | Братська могила радянських воїнів та партизанів та пам'ятник воїнам-землякам                                                                                 | 424             | с. Великий Бобрик, центр сільради, центр села                                         |
| 12 | Місце подвигу Вдовитченка І. Г. — Героя Радянського Союзу |                 | с. Великий Бобрик, центр сільради, 4 км від лісництва, узлісся                        |
| 13 | Братська могила радянських воїнів, жертв фашизму та пам'ятник воїнам-землякам                                                                                | 426             | с. Велика Рибиця, Запсільська сільрада, центр                                         |
| 14 | Група братських могил (2) радянських воїнів та партизан, могила Белявцева К. Р. — партизана та пам'ятник воїнам-землякам                                     | 425             | с. Верхня Пожня, Славгородська сільрада, центр                                        |
| 15 | Могила Авраменка С. М., який загинув у Афганістані |                 | с. Глибне, Самотоївська сільрада, кладовище                                           |
| 16 | Братська могила радянських воїнів та пам'ятник воїнам-землякам                                                                                               | 428             | с. Грабовське, центр сільради, центр села                                             |
| 17 | Місце будинку, в якому народився Грабовський П. А. — український поет                                                                                        | 1489            | с. Грабовське, центр сільради, центр села                                             |
| 18 | Паровий млин Пушкаря Д. І. |                 | с. Грабовське, центр сільради, північна околиця села                                  |
| 19 | Могила Рибіна П. М. — радянського воїна |                 | с. Грабовське, центр сільради, кладовище                                              |
| 20 | Братська могила радянських воїнів та пам'ятник воїнам-землякам, серед яких похований Мірошниченко П. П. — Герой Радянського Союзу                            | 429             | с. Запсілля, центр сільради, центр села                                               |
| 21 | Братська могила радянських воїнів та пам'ятник воїнам-землякам                                                                                               | 432             | с. Лозове, Хмелівська сільрада, центр                                                 |
| 22 | Могила Лебеденка І. М. — Героя Радянського Союзу |                 | с. Лозове, Хмелівська сільрада, кладовище                                             |
| 23 | Братська могила радянських воїнів | 434             | с. Малий Бобрик, Великобобрицька сільрада, центр                                      |
| 24 | Братська могила радянських воїнів та пам'ятник воїнам-землякам                                                                                               | 435             | с. Мезенівка, центр сільради, центр села                                              |
| 25 | Цукровий завод |                 | с. Мезенівка, центр сільради, центр села                                              |
| 26 | Могила Волкова В. Г. — першого червоного комісара Суджанського повіту Курської губернії                                                                      | 456             | с. Миропілля, центр сільради, центр села                                              |
| 27 | Братська могила радянських воїнів та пам'ятник воїнам-землякам                                                                                               | 437             | с. Миропілля, центр сільради, центр села, площа Миру                                  |
| 28 | Братська могила радянських воїнів | 436             | с. Миропілля, центр сільради, центр села, вул. Леніна                                 |
| 29 | Братська могила радянських воїнів | 438             | с. Миропілля, центр сільради, центр села, біля навчально-виробничого комбінату        |
| 30 | Братська могила радянських воїнів та пам'ятник воїнам-землякам                                                                                               | 439             | с. Михайлівське, Краснопільська селищна рада, біля заводу вогнетривких матеріалів     |
| 31 | Братська могила радянських воїнів та пам'ятник воїнам-землякам                                                                                               | 440             | с. Новодмитрівка, Краснопільська селищна рада, центр                                  |
| 32 | Братська могила радянських воїнів та пам'ятник воїнам-землякам, серед яких похований Змисля М. Ф. — Герой Радянського Союзу                                  | 441             | с. Осоївка, центр сільради, центр села                                                |
| 33 | Братська могила радянських воїнів та пам'ятник воїнам-землякам, серед яких поховані: Комендант С. П., Марченко І. Т. — Герої Радянського Союзу               | 442             | с. Осоївка (колишнє с. Тимофіївка), центр сільради, центр (парк)                      |
| 34 | Братська могила радянських воїнів | 443             | с. Петрушівка, Угроїдська селищна рада, центр села                                    |
| 35 | Братська могила радянських воїнів та пам'ятник воїнам-землякам                                                                                               | 444             | с. Покровка, центр сільради, центр села                                               |
| 36 | Могила Середи П. С. — радянського воїна |                 | с. Покровка, центр сільради, узлісся                                                  |
| 37 | Братська могила радянських воїнів, Федорова Г. І. — партизана та пам'ятник воїнам-землякам                                                                   | 445             | с. Порозок, Славгородська сільрада, центр                                             |
| 38 | Братська могила радянських воїнів та пам'ятник воїнам-землякам                                                                                               | 446             | с. Рясне, центр сільради, центр села                                                  |
| 39 | Могила Карпенка А. П. — радянського воїна |                 | с. Рясне, центр сільради, кладовище                                                   |
| 40 | Могила радянського воїна | 1493            | с. Самотоївка, центр сільради, біля залізничного переїзду                             |
| 41 | Братська могила радянських воїнів, серед яких похований Вдовитченко І. В. — Герой Радянського Союзу, та пам'ятник воїнам-землякам                            | 451             | с. Самотоївка, центр сільради, центр села                                             |
| 42 | Братська могила радянських воїнів та пам'ятник воїнам-землякам                                                                                               | 452             | с. Сінне, центр сільради, центр села                                                  |
| 43 | Могила Рейтера Л. І. — радянського воїна |                 | с. Сінне, центр сільради, кладовище                                                   |
| 44 | Братська могила радянських воїнів та пам'ятник воїнам-землякам, серед яких похований Хищенко І. І. — Герой Радянського Союзу                                 | 447             | с. Славгород, центр сільради, центр села                                              |
| 45 | Могила Под'ячева І. Б., який загинув у Афганістані |                 | с. Славгород, центр сільради, кладовище                                               |
| 46 | Могила Веригіна А. О., який загинув у Афганістані |                 | с. Славгород, центр сільради, кладовище                                               |
| 47 | Братська могила радянських воїнів та пам'ятник воїнам-землякам, серед яких Трофимов В. В. — Герой Радянського Союзу                                          | 448             | с-ще Угроїди, центр селищної ради, центр                                              |
| 48 | Братська могила радянських воїнів та пам'ятник воїнам-землякам                                                                                               | 449             | с-ще Угроїди, центр селищної ради, біля контори спиртозаводу                          |
| 49 | Братська могила радянських воїнів |                 | с-ще Угроїди, центр селищної ради, кладовище                                          |
| 50 | Цукровий завод |                 | с-ще Угроїди, центр селищної ради, околиця села                                       |
| 51 | Братська могила радянських воїнів | 454             | с. Хмелівка, центр сільради, центр села                                               |
| 52 | Братська могила радянських воїнів та пам'ятник воїнам-землякам                                                                                               | 450             | с. Чернеччина, центр сільради, центр села                                             |
| 53 | Братська могила радянських воїнів та пам'ятник робітникам цукрового заводу                                                                                   | 453             | с. Чернеччина, центр сільради, біля контори цукрозаводу                               |
| 54 | Могила Дудка Ф. І. — повного кавалера ордена «Слава» |                 | с. Чернеччина, центр сільради, кладовище                                              |
| 55 | Могила Скрипки О. В., який загинув у Афганістані |                 | с. Чернеччина, центр сільради, кладовище                                              |
| 56 | Цукровий завод |                 | с. Чернеччина, центр сільрада, східна частина колишнього села Грязне                  |
| 57 | Братська могила радянських воїнів та пам'ятник воїнам-землякам                                                                                               | 455             | с. Ясенок, Чернеччинська сільрада, центр села                                         |
|    | |                 |                                                                                       |